# Region Stockholm

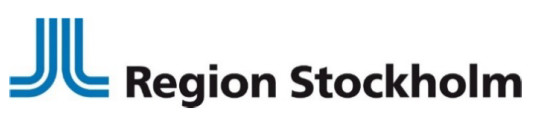
Logo der Region Stockholm

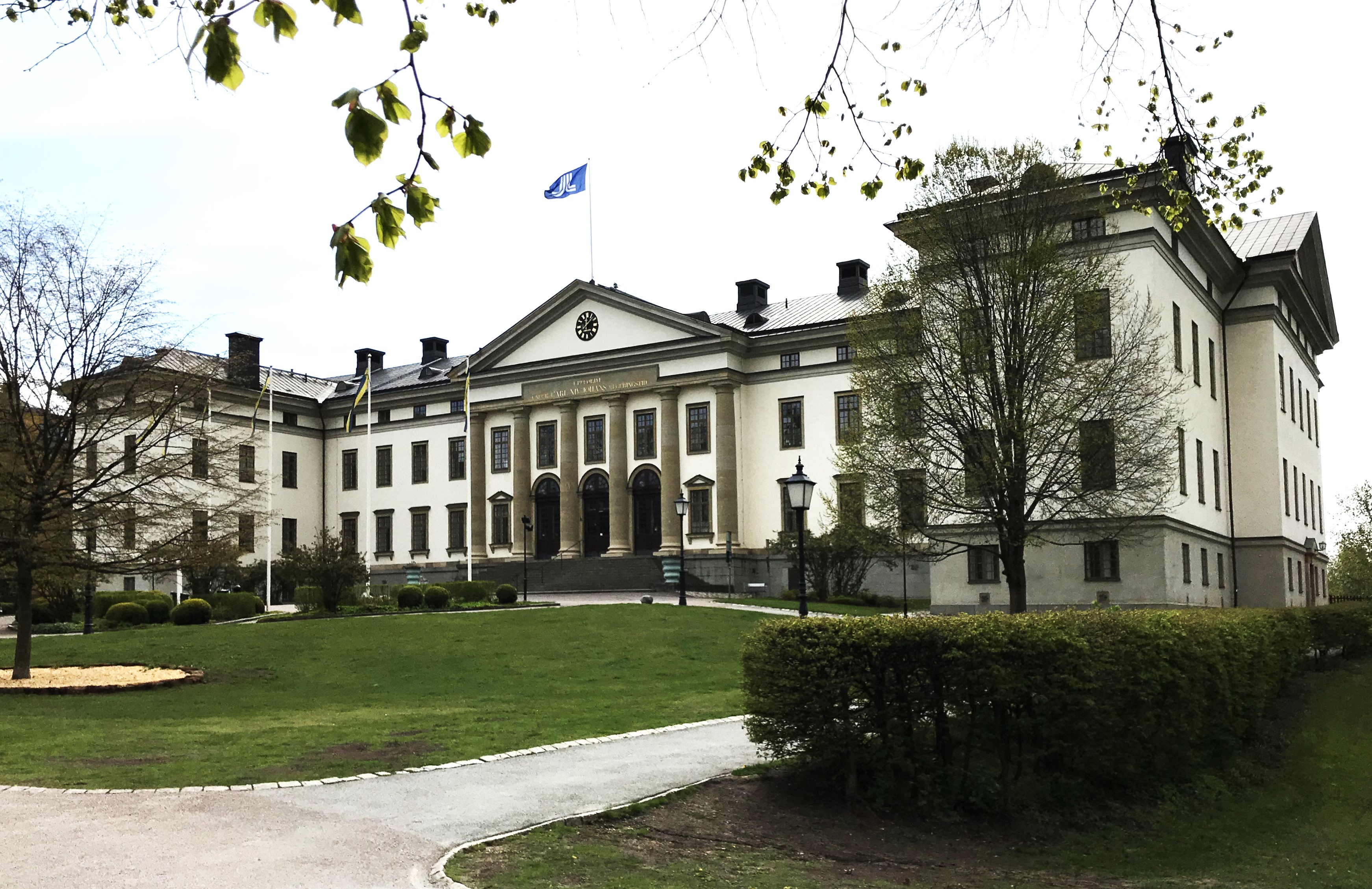
Das Landstingshuset auf der Insel Kungsholmen in Stockholm ist Sitz des Regionalparlamentes

Die Region Stockholm ist eine schwedische Region mit 26 Gemeinden und einer Bevölkerung von 2.454.821 Menschen (2023) auf dem Gebiet der Verwaltungsprovinz Stockholms län.
Die Region Stockholm ist, wie die anderen Regionen ebenso, in erster Linie für die öffentlich finanzierte Gesundheitsversorgung verantwortlich. Sie ist über den Nahverkehr im Stadtgebiet Stockholms hinaus für den öffentlichen Nahverkehr im Gesamtgebiet verantwortlich. Außerdem trägt die Region eine Verantwortung für die regionale Entwicklung und führt kulturelle Aktivitäten durch. Die Region Stockholm verfügt über ein Budget von etwa 133 Milliarden Kronen (SEK) für das Jahr 2024 und beschäftigt aktuell rund 47.000 Mitarbeitende, hauptsächlich im Gesundheitswesen. Die Regionalsteuer beträgt 12,38 SEK (2024).

## Geschichte
Als der Bezirksrat ursprünglich im Jahr 1863 gegründet wurde, war die Stadt Stockholm weder dem Kreis noch dem Bezirksrat angegliedert, sondern bildete eine separate Einheit unter dem Amt des Gouverneurs und verwaltete die Angelegenheiten des Bezirksrats selbst. Im 20. Jahrhundert entwickelte sich der Großraum Stockholm mit einem gemeinsamen Arbeits- und Wohnungsmarkt. Koordination wurde immer notwendiger. Es wurde ein Vorschlag für einen „Großen Landesrat“ unterbreitet. Im Jahr 1966 wurde der Kommunalverband für regionale Angelegenheiten der Stadt und des Stockholmer Kreises gegründet und 1971 wurde der Stockholmer Kreistag gegründet, der den gesamten Kreis abdeckte. Die staatliche Regionalverwaltung war bereits 1968 durch die Eingliederung Stockholms in die Provinz Stockholms län koordiniert worden.

### Namensänderung und erhöhte Verantwortung
Am 1. Januar 2019 änderte der Bezirksrat (schwed. Landsting) von Stockholm seinen Namen in Region Stockholm. Die Entscheidung wurde im Zusammenhang mit der Festlegung des Budgets des Kreistages für das Jahr 2019 durch den Bevollmächtigten des Kreistags und mit Unterstützung einer Gesetzesänderung getroffen, die im schwedischen Reichstag im Juni 2018 beschlossen wurde. Zusätzlich zu den bisherigen Aktivitäten des Bezirksrats (zu denen insbesondere das Gesundheitswesen im Bezirk Stockholm, der Nahverkehr im Großraum Stockholm, das Fährunternehmen Waxholmsbolaget sowie die Kultur gehören) wird die Region für die physische Planung und Entwicklung der Infrastruktur im Bezirk Stockholm verantwortlich sein.
Am 1. Januar 2020 wurde das Kommunalverwaltungsgesetz geändert und der offizielle Name des Bezirksrates in „Region“ geändert.

## Organisation
Die Region Stockholm ist wie alle Regionen eine politisch kontrollierte Organisation mit dem Regionalrat als höchstem Entscheidungsgremium. Der Regionalvorstand trägt die exekutive politische Verantwortung und bereitet Angelegenheiten vor, die im Regionalrat behandelt werden. Die Regionalräte der Mehrheitsparteien sind für die Vorbereitung zuständig und bilden gemeinsam den Regionalratsausschuss, der als Regierung der Region bezeichnet werden kann. Auch die Oppositionsparteien verfügen über Regionalräte und bezahlte Gruppenleiter, diese sind jedoch nicht Teil der Regionalratsvorbereitung und haben keine formalen Aufgaben.
Die zentrale Verwaltungsorganisation heißt Regionalmanagementstelle (schwed. Regionledningskontoret, kurz RLK). Sie ist unter anderem zuständig für gemeinsame IT-Fragen, personalstrategische Fragen, gemeinsame Beschaffung, Fragen im Zusammenhang mit der Rolle der Region als Eigentümer von Krankenhäusern und Grundversorgung sowie Wachstums-, Umwelt- und Regionalplanungsfragen. Gesundheitsfragen werden vom Gesundheitsamt und dem Gemeindeverband für Gesundheitsfürsorge in Norrtälje bearbeitet. Dazu gehört unter anderem die Verantwortung für die Vereinbarungen mit verschiedenen Pflegeproduzenten sowie für den Informations- und Beratungsdienst Vårdguiden. Seit 2011 gibt es außerdem einen Verkehrsausschuss, der die Gesamtverantwortung für den öffentlichen Verkehr zu Lande und zu Wasser trägt.
Die politische Führung der Region und die Leitung der Regionalvorstandsverwaltung haben ihre Büros im Landstingshuset (ehemals Garnisonskrankenhaus) in der Hantverkargatan 45 auf Kungsholmen in Stockholm. Es gibt auch Sitzungsräume für den Regionalrat und den Regionalvorstand. Die Region verfügt außerdem über Verwaltungsfunktionen, die an mehreren anderen Standorten im Stockholms län angesiedelt sind.

## Politik

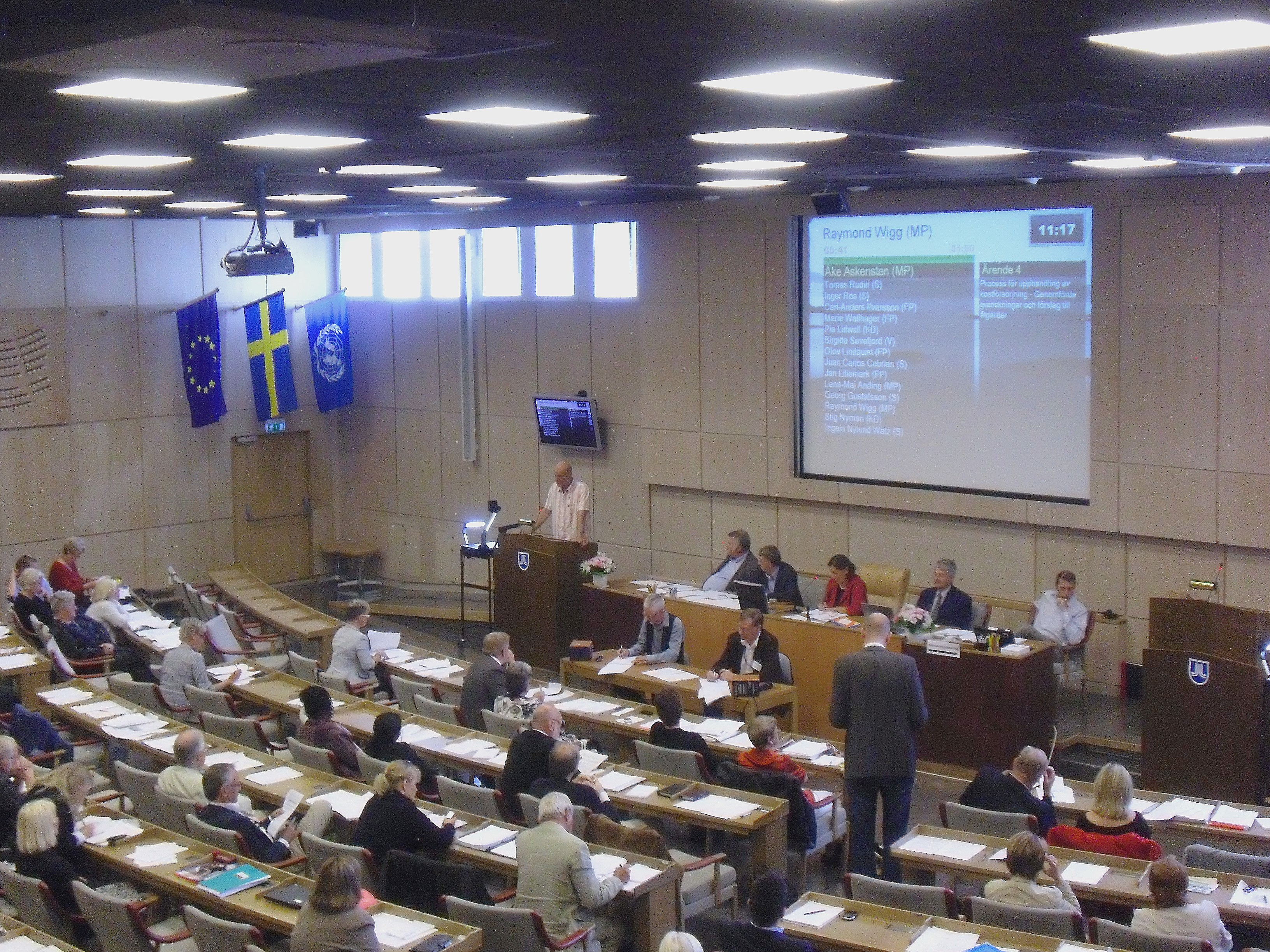
Sitzung des Bezirksrates im Landstingshuset im August 2009

Der Regionalrat hat 149 Mitglieder, die achtmal im Jahr zusammentreten. Die Sozialdemokraten (S), die Zentrumspartei (C) und die Grüne Partei (MP) bilden gemeinsam die Regierungskoalition für die Mandatsperiode 2022–2026. Die Linkspartei (V) ist eine Partnerpartei der Regierungskoalition, die zusammen eine Mehrheit vertritt
Liste der amtierenden Regionalräte:
- Aida Hadzialic (S), Finanzregionalrätin
- Talla Alkurdi (S), Regionalrätin für Gesundheit und medizinische Versorgung
- Anton Fendert (MP), Verkehrsregionalrat
- Gustav Hemming (C), Regionalrat für Klima, Infrastruktur und Schären
- Christine Lorne (C), Regionalrätin für Grundversorgung
- Jens Sjöström (S), Regionalrat für Investitionen
- Robert Johansson (S), Personal-Regionalrat

Die Linkspartei verfügt über eine Zusammenarbeit mit dem Vorstand über folgende oppositionelle Landesräte:
- Anna Sehlin
- Jonas Lindberg

Die Opposition hat die folgenden Oppositionsregionalräte:
- Irene Svenonius (M)
- Kristoffer Tamsons (M)
- Msciwoj Swigon (SD)
- Desirée Pethrus Engström (KD)
- Amelie Tarschys Ingre (L)

### Wahlkreise

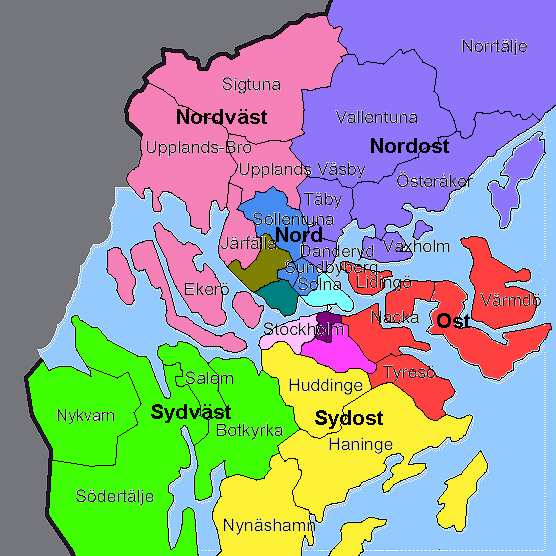
Wahlkreise der Region Stockholm

Für die Regionalwahlen sind zwölf Wahlkreise, sechs im Stadtgebiet Stockholms und sechs im Umland festgelegt.

### Mandatsverteilung im aktuellen Regionalparlament (2022–2026)
- V: 18
- S: 50
- MP: 6
- C: 9
- L: 9
- KD: 10
- M: 31
- SD: 16

### Mandatsverteilung in den Wahlen 1970–2022
| Wahl                                   | 1970             | 1973 | 1976 | 1979 | 1982 | 1985 | 1988 | 1991 | 1994 | 1998  | 2002  | 2006  | 2010  | 2014  | 2018  | 2022  |
| -------------------------------------- | ---------------- | ---- | ---- | ---- | ---- | ---- | ---- | ---- | ---- | ----- | ----- | ----- | ----- | ----- | ----- | ----- |
| Wahlbeteiligung in Prozent             | 89,9             | 89,9 | 89,1 | 87,3 | 87,8 | 86,1 | 82,3 | 82,3 | 82,3 | 77,47 | 77,58 | 79,11 | 81,15 | 81,48 | 82,41 | 78,15 |
| Linkspartei (V)                        | 05               | 10   | 11   | 14   | 13   | 12   | 11   | 09   | 12   | 17    | 14    | 10    | 10    | 12    | 16    | 18    |
| Sozialdemokratische Arbeiterpartei (S) | 68               | 61   | 61   | 59   | 64   | 60   | 60   | 49   | 60   | 46    | 54    | 43    | 39    | 41    | 40    | 50    |
| Grüne (MP)                             | nicht angetreten | 08   | 05   | 08   | 07   | 07   | 10   | 15   | 15   | 08    | 06    |       |       |       |       |       |
| Zentrumspartei (C)                     | 18               | 29   | 22   | 16   | 14   | 07   | 08   | 06   | 08   | 0     | 0     | 06    | 06    | 07    | 12    | 09    |
| Die Liberalen (L)                      | 33               | 16   | 20   | 18   | 09   | 24   | 23   | 21   | 15   | 13    | 26    | 16    | 15    | 13    | 12    | 09    |
| Christdemokraten (KD)                  | nicht angetreten | 07   | 0    | 14   | 11   | 09   | 07   | 09   | 12   | 10    |       |       |       |       |       |       |
| Moderate Sammlungspartei (M)           | 25               | 33   | 35   | 42   | 49   | 46   | 39   | 52   | 46   | 52    | 37    | 55    | 57    | 43    | 34    | 31    |
| Schwedendemokraten (SD)                | nicht angetreten | 09   | 15   | 16   |      |      |      |      |      |       |       |       |       |       |       |       |

### Die Vorsitzenden des Regionalparlaments
(Zwischen 1992 und 2019 Landkreistag und vor 1992 Verwaltungsausschuss genannt)
- 1971–1973 Gunnar Hjerne (FP)
- 1974–1979 Knut Nilsson (C)
- 1980–1982 Nils Hallerby (FP)
- 1983–1985 Olov Lekberg (S)
- 1986–1988 Stig Rindborg (M)
- 1988–1989 Leni Björklund (S)
- 1989–1991 Bosse Ringholm (S)
- 1991–1994 Ralph Lédel (M)
- 1994–1997 Bosse Ringholm (S)
- 1997–1998 Claes Ånstrand (S)
- 1998–2002 Ralph Lédel (M)
- 2002–2006 Ingela Nylund Watz (S)
- 2006–2008 Chris Heister (M)
- 2008–2010 Catharina Elmsäter-Svärd (M)
- 2010–2016 Torbjörn Rosdahl (M)
- 2017–2022 Iréne Svenonius (M)
- seit 2022 Aida Hadzialic (S)

## Aufgaben
Die Region Stockholm wendet eine Verantwortungsteilung an, was bedeutet, dass die Rollen des Auftraggebers, des Ausführenden und des Eigentümers getrennt sind. Dies gilt sowohl für das Gesundheitswesen als auch für den öffentlichen Verkehr.
Die gewählten Politiker legen mit Unterstützung der zentralen Verwaltungen in der Regionalvorstandsverwaltung (schwedisch landstingsstyrelsens förvaltning, kurz LSF) und der Gesundheits- und Medizinverwaltung (schwedisch Hälso- och sjukvårdsförvaltningen, kurz HSF) den Rahmen fest, wie die verschiedenen Verpflichtungen der Region erfüllt werden sollen. Dies gilt beispielsweise für Steuererhebung, Steuersätze, Bemessungs- und Zuordnungsformulierungen. Teile des Betriebs werden dann von regionalen Unternehmen oder Verwaltungen durchgeführt, andere Teile werden von externen Auftragnehmern durchgeführt. Im Gesundheitswesen fällt die Aufteilung so aus, dass etwa 70 Prozent der Kosten für die gesamte „Gesundheitsproduktion“ auf regionale Unternehmen entfallen, während etwa 30 Prozent auf private Akteure entfallen.
Die Beziehungen zwischen dem Auftraggeber und dem Ausführenden werden in einer Vereinbarung zwischen den Parteien geregelt. Bestimmte Unternehmen werden gemäß dem Gesetz über das öffentliche Beschaffungswesen (schwedisch Lagen om offentlig upphandling, kurz LOU) beschafft, wobei Ausschreibungen und Vergabeentscheidungen an das Unternehmen gehen, das die Beschaffungskriterien am besten erfüllt.
Andere Unternehmen arbeiten mit Unterstützung der Region, die sie als Gesundheitsdienstleister zugelassen hat. Dies gilt beispielsweise für Hausarztpraxen sowie Kinderbetreuungs- und Entbindungszentren, die zu Vårdval Stockholm gehören. Dabei werden an regionale und fremde Unternehmen die gleichen Anforderungen gestellt und sie erhalten die gleiche Vergütung.
Die Versorgung in den Notfallkrankenhäusern wird durch direkte Vereinbarungen zwischen der Region und den verschiedenen Betrieben geregelt.
In Norrtälje ist der Gemeindeverband für Gesundheitsfürsorge und Pflege in Norrtälje für den Großteil der Gesundheitsversorgung verantwortlich. Der Verein ist auch für die Betreuung älterer und behinderter Menschen zuständig.

## Regionale Unternehmen und Verwaltungen

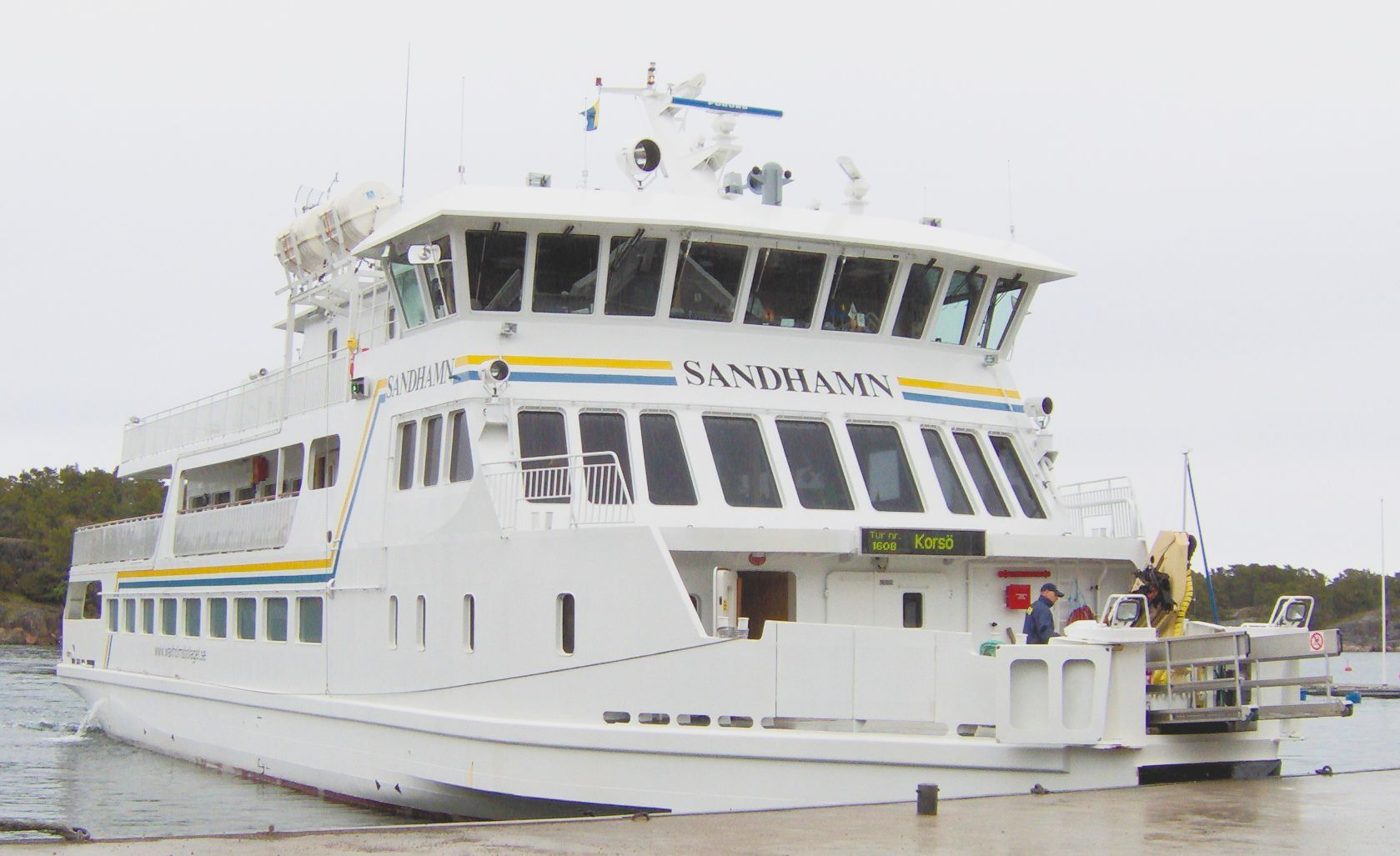
Das Schiff M/S Sandhamn des Fährunternehmens der Region Stockholm Waxholmsbolaget

Immer mehr regionale Unternehmen sind heute GmbHs unter der Leitung eines Geschäftsführers. Die Vorstände dieser Unternehmen bestehen in der Regel nicht aus Politikern, sondern aus Personen, die aufgrund beruflicher Verdienste ernannt wurden.
Die folgenden Unternehmen werden als Gesellschaften mit beschränkter Haftung gemäß den Bestimmungen des Gesetzes über Gesellschaften mit beschränkter Haftung geführt:
- Södersjukhuset AB
- Danderyds Sjukhus AB
- Krankenhaus Södertälje
- Krankenhaus Norrtälje (geführt von Tiohundra AB, das dem Städtischen Verband für Pflege und Pflege in Norrtälje gehört, wo die Region Mitglied ist)
- Ambulancesjukvården i Storstockholm AB (AISAB)
- Locum AB (Immobilienverwalter)
- MediCarrier
- Stockholm Care
- St. Erik's Eye Hospital AB
- Folktandvården i Stockholm AB

Die folgenden Aktivitäten werden in administrativer Form unter der Leitung regionaler Gemeindeausschüsse durchgeführt:
- Karolinska-Universitätskrankenhaus
- Stockholmer Bezirksgesundheitsbezirk (SLSO) einschließlich derer
- Fahrdienste

Allerdings werden die Gesundheitsverwaltungen auch in gesellschaftsähnlicher Form geführt, was unter anderem bedeutet, dass in ihren Vorständen auch politisch unabhängige Mitglieder vertreten sind. Der öffentliche Verkehr wird auch von Trafikförvaltningen und seinen Aktiengesellschaften AB Storstockholms lokaltrafik (SL) und Waxholmsbolaget verwaltet.